# 斉藤一平
斉藤 一平（さいとう いっぺい、1977年5月17日 - ）は、日本の俳優。本名、同じ。京都市生まれ、滋賀県大津市育ち。立教大学経済学部経営学科卒業。滋賀県立膳所高校卒業。所属事務所はオフィスMORIMOTO。身長176cm、体重70kg。

## 来歴・人物
- 滋賀県立膳所高等学校を経て立教大学経済学部経営学科卒業。
- 1999年、大学在学中に元WBC世界ミドル級チャンピオン竹原慎二が企画するTBS『ガチンコ!』のプロボクサー育成企画、ファイトクラブの2期生として12,500人の書類選考の中から、オーディションにより合格した。
- オーディションに合格したその日から協栄会系列の沖ボクシングジムに通い始め、3カ月で日本ボクシング協会、プロボクシングライセンスを取得する。
- 2002年、映画『ワル』（中田圭監督）で四天王4人の内の一人、成川清役に選ばれ俳優デビュー。
- 2003年、ボクシングを引退し、北区つかこうへい劇団に入所する。
- 2004年、立教大学を卒業。
- 2007年、映画『SF忍者』で主演デビュー、輪廻転生する一人二役を演じる（直人/伊達亮介役）。テレビ東京『おかわり飯蔵』でテレビドラマの初レギュラーを獲得。
- 2011年、7年ぶりの舞台で、ウィリアム・シェイクスピア原作の『Midsummer Night's Dream （夏の夜の夢）』でメインメンバーのディミートリアス役を演じる。
- 2015年、映画『バケモノの子』で声優デビューする。
- 2016年にライザップのCMモニターに起用される。体重は二ヶ月で80kg→62.3kgに体脂肪率は25%→6.1%に変化を遂げた。

## 出演

### バラエティ番組
- ガチンコ!「ファイトクラブ」2期生（1999年 - 2003年、TBS）
2期でプロボクサーとなり、3期 - 5期にOBとして出演
- つながるセブン俳優 斉藤一平 特集（2008年、TOKYO MX）
- THE突破ファイル ライターキック偏（2020年、日本テレビ） - 犯人：持田 役
- アルコ＆ピースのメガホンニ郎（2023年、テレビ東京）
- モヤモヤさまぁ～ず2 （2023年、テレビ東京）
- しくじり先生 俺みたいになるな!!（2023年、テレビ朝日）
- ブラマヨ×業界神セブン（2023、朝日放送） - 死体 役俳優
- あのとき告っていればどうなった？！（2022年、日本テレビ） - ヒロミ 役
- これ余談なんですけど・・・（2023年、朝日放送）第16回

### テレビドラマ
- 黄金の舌 地獄少女 第5話・7話（2006年12月2日・2006年12月16日、日本テレビ） - 西園寺賢治　役
- おかわり飯蔵（2007年、テレビ東京） - 渋沢孝男 役※レギュラー
- Happy!2〜私、先輩のためにガンバります。〜（2006年12月26日、TBS）
- 木曜ドラマ
  - エラいところに嫁いでしまった! 第5話（2007年2月8日、テレビ朝日）
  - 陽はまた昇る 第1話（2011年7月21日、テレビ朝日） - 柳本巡査　役
- 月曜ゴールデン 医師・円城寺修 杜の都の死刑囚（2011年12月5日、TBS） - 若い頃の本橋宗男　役
- O-PARTS〜オーパーツ〜 第3・4話（2012年2月29日・2012年3月1日、フジテレビ） - 救急救命士　役
- 温泉 (秘) 大作戦 PART11（2013年3月10日、テレビ朝日） - 矢田裕次郎　役
- 木曜ミステリーシアター
  - VISION-殺しが見える女- 第2・3話（2012年7月12日・2012年7月19日、日本テレビ） - 三木平助　役
  - お助け屋☆陣八（2012年、日本テレビ） - 翔　役
- ダブルフェイス 潜入捜査編 / 偽装警察編（2012年10月15日 / 2012年10月27日、TBS / WOWOW）　SIT隊員　役
- ドラマチック・サンデー TOKYOエアポート〜東京空港管制保安部〜（2012年、フジテレビ） - 寺島陶冶 役※レギュラー
- 金曜プレステージ特別企画 悪党（2012年11月30日、フジテレビ） - 暴行犯　役
- 金曜プレミアム 女医・倉石祥子 死の最終診断（2014年6月13日、フジテレビ）
- 東京にオリンピックを呼んだ男（2014年10月11日、フジテレビ） - 憲兵　役
- ヒガンバナ〜女たちの犯罪ファイル（2014年10月24日、日本テレビ） - 報道記者　役
- 信長協奏曲 第3話（2014年10月27日、フジテレビ） - 馬番　役
- 花嫁のれん 第14話（2015年1月22日、東海テレビ） - オタク客　役
- 土曜ドラマ 64（ロクヨン） 第4・5話（2015年5月9日・16日、NHK） - エリート報道員　役
- 牙狼-GARO- -魔戒烈伝- 第3話（2016年4月22日、テレビ東京） - ガガル　役
- 月曜名作劇場 警視庁心理捜査官・明日香 第5作（2016年5月16日 TBS） - 赤坂昇　役
- ドラマイズム OLですが、キャバ嬢はじめました（2016年6月21日-7月12日、TBS）-会社員　役
- 闇金ウシジマくん season3 第5話（2016年8月16日 TBS） - 太我　役
- ダメ父ちゃん、ヒーローになる! 崖っぷち!人情広告マン奮闘記（2016年、 テレビ東京）- 同僚　役
- 新春ドラマスペシャル 君に捧げるエンブレム（2017年、フジテレビ）- 日本代表　役
- でも、結婚したいっ!〜BL漫画家のこじらせ婚活記〜（2017年、フジテレビ）- サバイバルゲームをしている人　役
- 世にも奇妙な物語'16秋の特別編 車中の出来事（2017年、フジテレビ）- 児島　役
- 土曜時代ドラマ みをつくし料理帖 第三、八回（2017年、NHK）- 町人　役
- 検証捜査（2017年、テレビ東京）- レイプ犯　役
- 白日の鴉（2017年、テレビ朝日）-  囚人　役
- 特命刑事　カクホの女　最終話（2018年、テレビ東京）-ラーメン屋の客　役
- 幕末グルメ ブシメシ!2 第2・3・5・7話（2018年、NHK）-  南海藩士 森　役
- そろばん侍 風の市兵衛 第4・5話（2018年、NHK）-島田文明　役
- Jimmy〜アホみたいなホンマの話〜

1.2.3.4.5.6.7.8話（2018年、Netflix）-芸人 佐藤　役
- 絶対零度 9話（2018年、フジテレビ）-三城康介　役
- 大誘拐 2019（2019年、テレ東）-取り立て屋　役
- きのう何食べた? 4話（2019年、テレ東）- シロさんの元彼友人　役
- ボイス 110緊急指令室  最終話（2019年、日テレ）-交番警察官A　役
- いだてん〜東京オリムピック噺〜 46・47話（2019年、NHK）-船橋　役
- カクホの女2 5話　-佐藤コーチ　役[1]
- グランメゾン東京-レストランgaku 渡辺智樹　役　レギュラー

- 隕石家族（2020年、フジテレビ） - 運送業者 役
- 桜の塔 （2021年、テレビ朝日）-　刑事　役
- しもべえ 第2話（2022年1月14日、NHK総合）
- 霊媒探偵城塚翡翠 　1話（2022年、日本テレビ）~小説家　灰嶋　役
- エルピス −希望、あるいは災い− ２、３、５、７話（2022年、フジテレビ）−八飛署の刑事　役
- 純愛ディソナンス 2話（2022年、フジテレビ）-　平岡　役
- 鎌倉殿の13人 （2022年、NHK）-　木曾義仲の家人　役
- だが、情熱はある 第2話（2023年4月16日、日本テレビ）−パンチパーマの中年男　役
- にんげんこわい （2023、wowowドラマ）- 愛人　源五郎　役
- フィクサー ２（2023年、wowow）-　警備員　役
- バツコイ 第7話（2024年12月1日、BSテレ東） - 絹田莉帆の見合い相手 役

### 映画
- ワル〜序章〜（2004年） - 成川清　役
- 新・日本の首領（2004年） -峠会組員 福島歩　役
- 銭道（2004年） - 伴大助　役
- 最後の神農（2004年） - 豊田與満　役
- スペクター（2004年） - 稲葉利久　役
- 龍司（2005年） - 星加　役
- 奇跡の街 Pierott（2006年） - 蝶野　役
- 新・野望の軍団（2011年） - 石井政夫　役
- Bounty Hunter（2011年） - 中川　役
- 風雲児（2006年） - 野村正和　役
- 気球クラブ、その後（2006年） - 窮也　役
- 日韓連合（2006年） - 山田正義　役
- パイルドライバー（2006年） - 安田秀次　役
- 監督・ばんざい!（2007年）- 海軍士官　役
- Bloodiness（2008年） - 板橋　役
- SF忍者（2008年）- 直人 /伊達涼介　役（主演）
- 堕悪〜DARK〜（2011年） - コンビニ強盗　役
- タナトス（2011年） - 久保田　役
- 男たちの挽歌 A BETTER TOMORROW（2011年）
- リュウセイ（2013年） - 野澤　役
- 抱きしめたい -真実の物語-（2014年） - バーマスター　役
- ガキ☆ロック（2014年） - 木村　役
- 海月姫（2014年）
- 百円の恋（2014年） - ジムトレーナー　役
- ロッカールーム（2014年）- 神崎リョウ　役（主演）
- バクマン。（2015年） - 解体工　役
- 天空の蜂（2015年） - 原発運転員
- ハッピーランディング（2015年） - 議員秘書　役
- バケモノの子（2015年） - 熊徹の弟子　役
- さらば あぶない刑事（2016年） - マフィア　役
- U-31（2016年） - コーチ　役
- マザーレイク（2016年） - 漁師　役
- 任侠野郎（2016年） - 正岡組組員　役
- アリーキャット（2017）- 車整備工　役
- 獣道（2017）- 不良少年　役
- 笑いの枝折り（2017年） - 親族　役
- ポンチョに夜明けの風はらませて（2017年） - 不良少年　役
- アウトレイジ 最終章（2017年）- 花菱の若い衆　役
- 検察側の罪人（2018年） - 鑑識　役
- グリーングラス (映画)|グリーングラス（2023年） - バーマスター　役

### Vシネマ
- 日本統一53.54（2022年） - 埼玉 若松一家総長 若松恭介 役

### CM
- アイフル ダイエット編（2014年）
- バスクリンきき湯（2014年）
- キッコーマン生醤油（2015年）
- EPSON（2015年）
- コカ・コーラ ゼロ（2015年）
- 京セラ torque（2016年）
- タウンワーク 市場編（2016年）
- ライザップ（2016-2018年）
- 岡村製作所（2018年）
- 海洋散骨（2019年）
- キリン のどごし生（2020年）
- P&G（2023年）
- ライザップ（再撮影) （2023年）

### Web CM
- コカ・コーラ（2011年）
- 三井不動産レジデンシャル（2013年）
- オートバックス シェアラスター（2015年）
- オービィ横浜（2015年）
- ホールズ（2015年）
- FUJIFILM XT-10（2016年）
- 経済産業省 経済センサス（2016年）
- アディダス（2017年）
- 全国暴力追放運動推進センター（2017年）
- No.1企画（2022）

### 舞台
- 売春捜査官（2004年 北区つかこうへい劇団） - 大山金太郎
- 熱海殺人事件（2004年 北区つかこうへい劇団） - 木村伝兵衛部長刑事
- 夏の夜の夢（2011年 原作：ウィリアム・シェイクスピア） - ディミートリアス
- 神様の贈り物（2012年） - <2話 主演> キース・コリンズ / 高木耕平
- ベロニカは死ぬことにした（2012年 俳優座 原作:パウロ・コエーリョ 演出:西浦正記（フジクリエイティブコーポレーション） - マルコ
- ブラックパーティー（2012年 演出：山本浩貴） - 青木渡
- ダンナのも飲んだ喜劇で火の中（2012年 演出：コウ和也） - 東田
- ティーチャー（2012年 演出：保木本真也） - 大西先生
- 奇跡の男（2012年 演出：山本浩貴） - 斉藤さん
- 火消し哀歌（2014年 演出：石山英憲） - 源蔵
- 昼下がりの非情事（演出：中津留章仁） - 和樹
- 鍵穴さがし（2015年 演出：山本優子） - シム
- 背中をみせて（2018年 演出：勝矢）-ヒモ彼氏 西園寺

### ミュージックビデオ
- 新しい学校のリーダーズ「CHANGE」
- AK-69「ロッカールーム -Go Hard or Go Home-」（2015年）
- HIGH&LOW（2016年）
- THE SUZAN「DESIRE」
- （2018年）

### ラジオ
- くり＠たま（2008年 - 2010年） - メインパーソナリティ

### モデル
- DOG TOWN（2004年）

### 漫画
- ロケ弁の女王（2023年）29、30話　最終話　Happy Cloverとして出演